# 투르크메니스탄의 코로나19 범유행
다음은 투르크메니스탄의 코로나19 범유행 현황에 대한 설명이다.
투르크메니스탄에서 확인된 COVID-19 사례는 없다. 정부는 이 바이러스에 대한 정보를 통제하기 위해 노력해왔고 전문가들은 이 바이러스가 보고되지 않은 나라에서 퍼지고 있는 것 같다고 추측하고 있다.
투르크메니스탄은 전체주의로 묘사되어온 구르반굴리 베르디무하메도프가 이끄는 독재 정권에 의해 의도적으로 고립된 것으로 악명높게 불투명한 국가다. 국내 독립언론은 사실상 전무한 상태여서 국가로부터 신뢰할 수 있는 정보에 접근하고 확인할 수 없어 현재 상황에 대한 보도가 어렵다.

## WHO 임무
7월 6일, 세계보건기구(WHO) 임무가 투르크메니스탄 항공과 함께 프랑크푸르트 암 마인에서 전세기를 타고 튀르크메나바트에 도착했다. 이날 투르크메니스탄 보건의료산업부 정보센터 링크가 실린 《네이트랄니 투르크메니스탄》 신문은 투르크메니스탄에서 대기 중 먼지 함량이 증가해 인간의 건강, 즉 호흡기에 불리하다고 보도했다. 웹사이트는 공기 구성의 변화 및 그 안에 있는 병원성 물질의 함량 증가로 인한 자연적, 외생적 효과를 줄이기 위해 건강관리시스템, 소매점, 대중교통 및 기타 서비스 종사자들이 상부 호흡용 개인 보호장비(수술용 마스크)를 사용해야 한다고 권고했다. 《네이트랄니 투르크메니스탄》도 만성질환자에게 마스크를 권하고 손을 씻고 위생관리를 잘하도록 독려했다.
2020년 7월 10일 투르크메니스탄 보건의료산업부, 투르크메니스탄 외무장관 등이 이끄는 WHO 유럽지역사무국의 자문 및 기술임무 전문가 회의가 열렸다. 세계보건기구(WHO)의 파울리나 카르워스카 국가사무총장은 세계보건기구(WHO)/유럽대표부의 투르크메니스탄 방문과 포괄적 지원에 대해 세계보건기구(WHO) 지도부의 입장에서 투르크메니스탄 정부에 감사를 표했다. 국제의학과학자협의회를 설립하고 C-TAP(CoVID-19 Technology Access Pool)에 가입하자는 제안 등 투르크메니스탄의 COVID-19 대응 노력이 매우 의미심장하다는 점에 주목했다.
세계보건기구(WHO)/유럽대표부의 캐서린 스몰우드 박사는 10일간의 투르크메니스탄 방문에 이은 브리핑에서 자국 내 COVID-19 감염 발견에 대해 알리지 않았다.

## 인도적 지원
세계보건기구(WHO)의 인도주의적 원조는 7월 16일 투르크메니스탄에 예방 조치로 전달되었다. 인도주의적인 화물에는 32만 개의 의료 마스크, 13만 개의 인공호흡기, 88,000개가 넘는 얼굴 보호막, 18,000개가 넘는 안경, 12,000개가 넘는 가운 등이 포함되어 있다. 화물은 아시가바트로 보내졌고, 그 곳에서 모든 자금이 분배되어 나라의 의료기관으로 옮겨졌다.